# يوري فينين
يوري فينين (بالأوكرانية: Фенін Юрій Анатолійович)‏ هو لاعب كرة قدم أوكراني في مركز الهجوم، ولد في 28 مارس 1977 في بيلوزيركا في أوكرانيا. لعب مع نادي تافريا سيمفروبول.

## وصلات خارجية
- يوري فينين على موقع اتحاد إستونيا (الإنجليزية)
- يوري فينين على موقع اتحاد أوكرانيا (الإنجليزية)
- يوري فينين على موقع قاعدة بيانات كرة القدم.إي يو (الإنجليزية)